# ルートヴィヒ6世 (バイエルン公)
ルートヴィヒ6世（Ludwig VI., 1328年5月7日 - 1365年5月17日）は、14世紀のバイエルン公（在位：1347年 - 1351年）、ブランデンブルク辺境伯（ルートヴィヒ2世、在位：1351年 - 1365年）、ブランデンブルク選帝侯（在位：1356年 - 1365年）。父は神聖ローマ皇帝ルートヴィヒ4世、母はエノー伯、ホラント伯、ゼーラント伯相続人マルガレーテ。異母兄にルートヴィヒ5世、シュテファン2世、同母弟にヴィルヘルム1世、アルブレヒト1世、オットー5世がいる。

## 生涯
1328年、両親が神聖ローマ皇帝戴冠式に滞在したローマで生まれた。1347年に父が没し、1349年、父の遺領を分割、上バイエルンはルートヴィヒ5世、ルートヴィヒ6世、オットー5世が、下バイエルンはシュテファン2世、ヴィルヘルム1世、アルブレヒト1世がそれぞれ共同統治することに決定した。
1351年、弟のオットー5世と共に上バイエルンを兄のルートヴィヒ5世に譲渡、引き換えにブランデンブルク辺境伯を獲得した。1356年、カール4世の金印勅書で選帝侯の1人に選ばれた。1365年、ベルリンで死去した。
1349年、ポーランド王カジミェシュ3世の娘クネグンダと結婚したが1357年に死別、次いで1360年にメクレンブルク＝シュヴェリーン公アルブレヒト2世の娘インゲボルクと再婚したが、どちらの結婚でも子供を得られなかったため、弟オットー5世が後を継いだ。しかし、1364年にカール4世との間で、兄弟に子供がない場合はルクセンブルク家にブランデンブルクを譲渡すると決めていたため、ブランデンブルクはヴィッテルスバッハ家から離れることになる。